# Élections fédérales allemandes de 1994
L’élection du 13e Bundestag a eu lieu le 16 octobre 1994.

## Résultats

### Nationaux
|                        |                                                   |                                                   |                  |                  |                  |                  |            |       |       |        |              |               |  |  |
| Partis                 | Partis                                            | Partis                                            | Circonscriptions | Circonscriptions | Circonscriptions | Circonscriptions | Liste      | Liste | Liste | Liste  | Total sièges | +/−           |  |  |
| Partis                 | Partis                                            | Partis                                            | Votes            | %                | Sièges           | +/-              | Votes      | %     | +/-   | Sièges | Total sièges | +/−           |  |  |
|                        |                                                   | Union chrétienne-démocrate d'Allemagne (CDU)      | 17 473 325       | 37,22            | 177              | 15               | 16 089 960 | 34,16 | 2,55  | 67     | 244          | 24            |  |  |
|                        | Union chrétienne-sociale en Bavière (CSU)         | 3 657 627                                         | 7,79             | 44               | 1                | 3 427 196        | 7,28       | 0,17  | 6     | 50     | 1            |               |  |  |
| Total CDU/CSU          | Total CDU/CSU                                     | 21 130 952                                        | 45,01            | 221              | 14               | 19 517 156       | 41,43      | 2,39  | 73    | 294    | 25           |               |  |  |
|                        | Parti social-démocrate d'Allemagne (SPD)          | Parti social-démocrate d'Allemagne (SPD)          | 17 966 813       | 38,27            | 103              | 12               | 17 140 354 | 36,39 | 2,93  | 149    | 252          | 13            |  |  |
|                        | Alliance 90/Les Verts (Grünen)                    | Alliance 90/Les Verts (Grünen)                    | 3 037 902        | 6,47             | 0                | en stagnation    | 3 424 315  | 7,27  | 2,22  | 49     | 49           | 41            |  |  |
|                        | Parti libéral-démocrate (FDP)                     | Parti libéral-démocrate (FDP)                     | 1 558 185        | 3,32             | 0                | 1                | 3 258 407  | 6,92  | 4,11  | 47     | 47           | 32            |  |  |
|                        | Parti du socialisme démocratique (PDS)            | Parti du socialisme démocratique (PDS)            | 1 920 420        | 4,09             | 4                | 3                | 2 066 176  | 4,39  | 1,96  | 26     | 30           | 13            |  |  |
|                        | Les Républicains (REP)                            | Les Républicains (REP)                            | 787 757          | 1,68             | 0                | en stagnation    | 875 239    | 1,86  | 0,27  | 0      | 0            | en stagnation |  |  |
|                        | Les Gris - Les Panthères grises (GRAUE)           | Les Gris - Les Panthères grises (GRAUE)           | 178 450          | 0,38             | 0                | en stagnation    | 238 642    | 0,51  | 0,32  | 0      | 0            | en stagnation |  |  |
|                        | Parti écologiste-démocrate (ÖDP)                  | Parti écologiste-démocrate (ÖDP)                  | 200 138          | 0,43             | 0                | en stagnation    | 183 715    | 0,39  | 0,05  | 0      | 0            | en stagnation |  |  |
|                        | Parti de la loi naturelle (NATURGESETZ)           | Parti de la loi naturelle (NATURGESETZ)           | 59 087           | 0,13             | 0                | en stagnation    | 73 193     | 0,16  | Nv.   | 0      | 0            | en stagnation |  |  |
|                        | Parti de protection des animaux (Tierschutz)      | Parti de protection des animaux (Tierschutz)      |                  |                  |                  |                  | 71 643     | 0,15  | Nv.   | 0      | 0            | en stagnation |  |  |
|                        | Parti des chrétiens respectueux de la Bible (PBC) | Parti des chrétiens respectueux de la Bible (PBC) | 26 864           | 0,06             | 0                | en stagnation    | 65 651     | 0,14  | Nv.   | 0      | 0            | en stagnation |  |  |
|                        | Parti des indépendants (STATT)                    | Parti des indépendants (STATT)                    | 7 927            | 0,02             | 0                | en stagnation    | 63 354     | 0,13  | Nv.   | 0      | 0            | en stagnation |  |  |
|                        | Autres                                            | Autres                                            | 74 861           | 0,16             | 0                | en stagnation    | 127 329    | 0,27  | —     | 0      | 0            | en stagnation |  |  |
|                        |                                                   |                                                   |                  |                  |                  |                  |            |       |       |        |              |               |  |  |
| Votes valides          | Votes valides                                     | Votes valides                                     | 46 949 356       | 98,35            |                  |                  | 47 105 174 | 98,67 |       |        |              |               |  |  |
| Votes blancs et nuls   | Votes blancs et nuls                              | Votes blancs et nuls                              | 788 643          | 1,65             | 632 825          | 1,33             |            |       |       |        |              |               |  |  |
| Total                  | Total                                             | Total                                             | 47 737 999       | 100              | 328              | en stagnation    | 47 737 999 | 100   | —     | 344    | 672          | 10            |  |  |
| Abstentions            | Abstentions                                       | Abstentions                                       | 12 714 010       | 21,03            |                  |                  | 12 714 010 | 21,03 |       |        |              |               |  |  |
| Inscrits/Participation | Inscrits/Participation                            | Inscrits/Participation                            | 60 452 009       | 78,97            | 60 452 009       | 78,97            |            |       |       |        |              |               |  |  |

### Par Land
| Land                               | Union  | SPD    | Grünen | FDP   | PDS    | REP   | Autres |
| ---------------------------------- | ------ | ------ | ------ | ----- | ------ | ----- | ------ |
| Land                               |        |        |        |       |        |       |        |
| Bade-Wurtemberg                    | 43,3 % | 30,7 % | 9,6 %  | 9,9 % | 0,8 %  | 3,1 % | 2,6 %  |
| Basse-Saxe                         | 41,3 % | 40,6 % | 7,1 %  | 7,7 % | 1,0 %  | 1,2 % | 1,1 %  |
| Bavière                            | 51,2 % | 29,6 % | 6,3 %  | 6,4 % | 0,5 %  | 2,8 % | 3,2 %  |
| Berlin                             | 31,4 % | 34,0 % | 10,2 % | 5,2 % | 14,8 % | 1,9 % | 2,5 %  |
| Brandebourg                        | 28,1 % | 45,1 % | 2,9 %  | 2,6 % | 19,3 % | 1,1 % | 0,9 %  |
| Brême                              | 30,2 % | 45,5 % | 11,1 % | 7,2 % | 2,7 %  | 1,7 % | 1,6 %  |
| Hambourg                           | 34,9 % | 39,7 % | 12,6 % | 7,2 % | 2,2 %  | 1,7 % | 1,7 %  |
| Hesse                              | 40,7 % | 37,2 % | 9,3 %  | 8,1 % | 1,1 %  | 2,4 % | 1,2 %  |
| Mecklembourg-Poméranie-Occidentale | 38,5 % | 28,8 % | 3,6 %  | 3,4 % | 23,6 % | 1,2 % | 0,9 %  |
| Rhénanie-du-Nord-Westphalie        | 38,0 % | 43,1 % | 7,4 %  | 7,6 % | 1,0 %  | 1,3 % | 1,6 %  |
| Rhénanie-Palatinat                 | 43,8 % | 39,4 % | 6,2 %  | 6,9 % | 0,6 %  | 1,9 % | 1,2 %  |
| Sarre                              | 37,2 % | 48,8 % | 5,8 %  | 4,3 % | 0,7 %  | 1,6 % | 1,6 %  |
| Saxe                               | 48,0 % | 24,3 % | 4,8 %  | 3,8 % | 16,7 % | 1,4 % | 1,0 %  |
| Saxe-Anhalt                        | 38,8 % | 33,4 % | 3,6 %  | 4,1 % | 18,0 % | 1,0 % | 1,1 %  |
| Schleswig-Holstein                 | 41,5 % | 39,6 % | 8,3 %  | 7,4 % | 1,1 %  | 1,0 % | 1,1 %  |
| Thuringe                           | 41,0 % | 30,2 % | 4,9 %  | 4,1 % | 17,2 % | 1,4 % | 1,2 %  |
| Allemagne                          | 41,4 % | 36,4 % | 7,3 %  | 6,9 % | 4,4 %  | 1,9 % | 1,7 %  |

### Différences régionales
| Länder                   | Union  | SPD    | Grünen | FDP   | PDS    | Autres |
| ------------------------ | ------ | ------ | ------ | ----- | ------ | ------ |
| Länder                   |        |        |        |       |        |        |
| Anciens Länder (ex-RFA)  | 42,1 % | 37,5 % | 7,9 %  | 7,7 % | 1,0 %  | 3,8 %  |
| Nouveaux Länder (ex-RDA) | 38,5 % | 31,5 % | 4,3 %  | 3,5 % | 19,8 % | 2,4 %  |
| Allemagne                | 41,4 % | 36,4 % | 7,3 %  | 6,9 % | 4,4 %  | 3,6 %  |